# Piazza della Vittoria (Pavia)
Piazza della Vittoria, anche nota come piazza Grande, è una piazza nel centro storico di Pavia.

## Storia

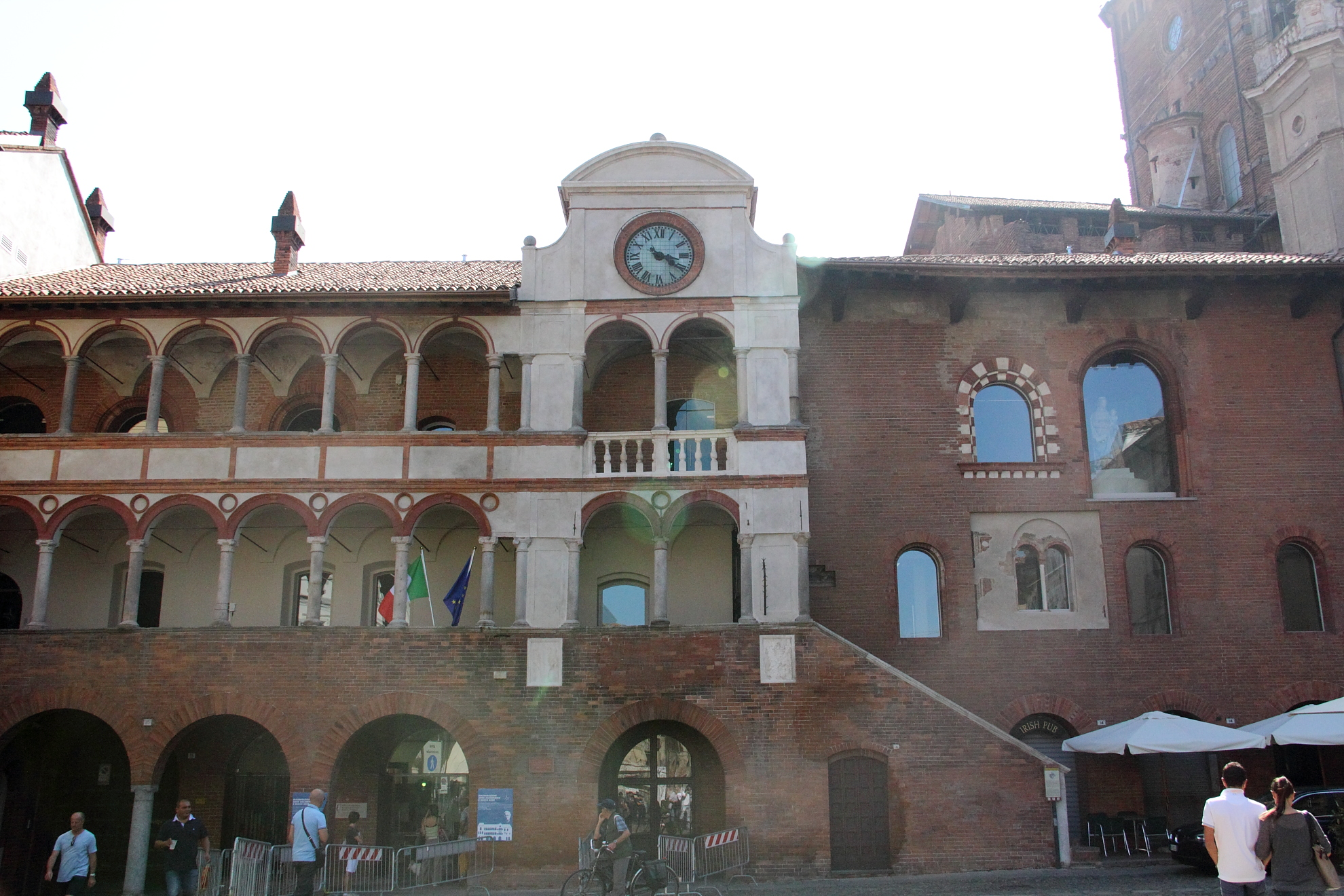
Broletto

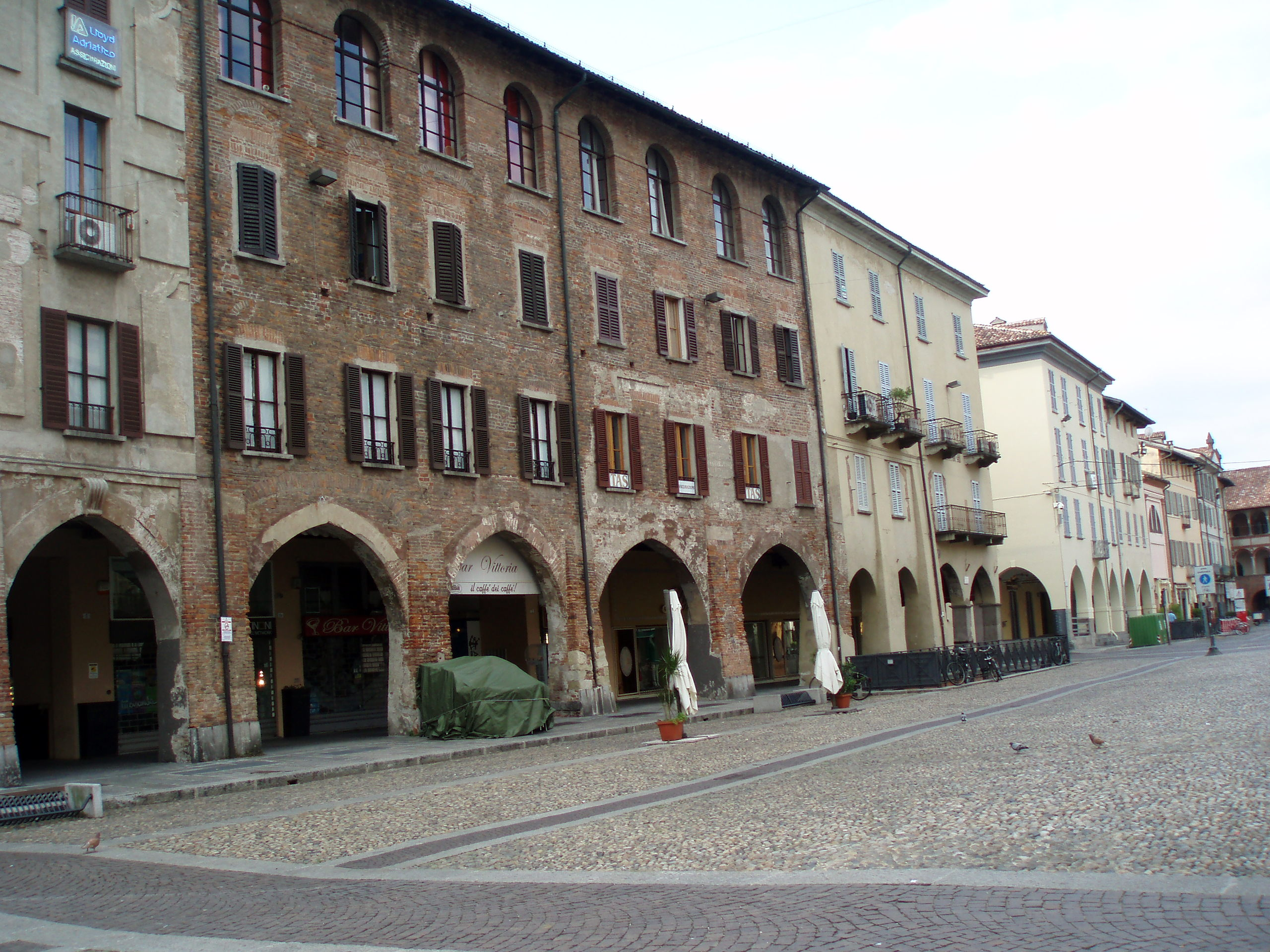
Piazza della Vittoria, portici.

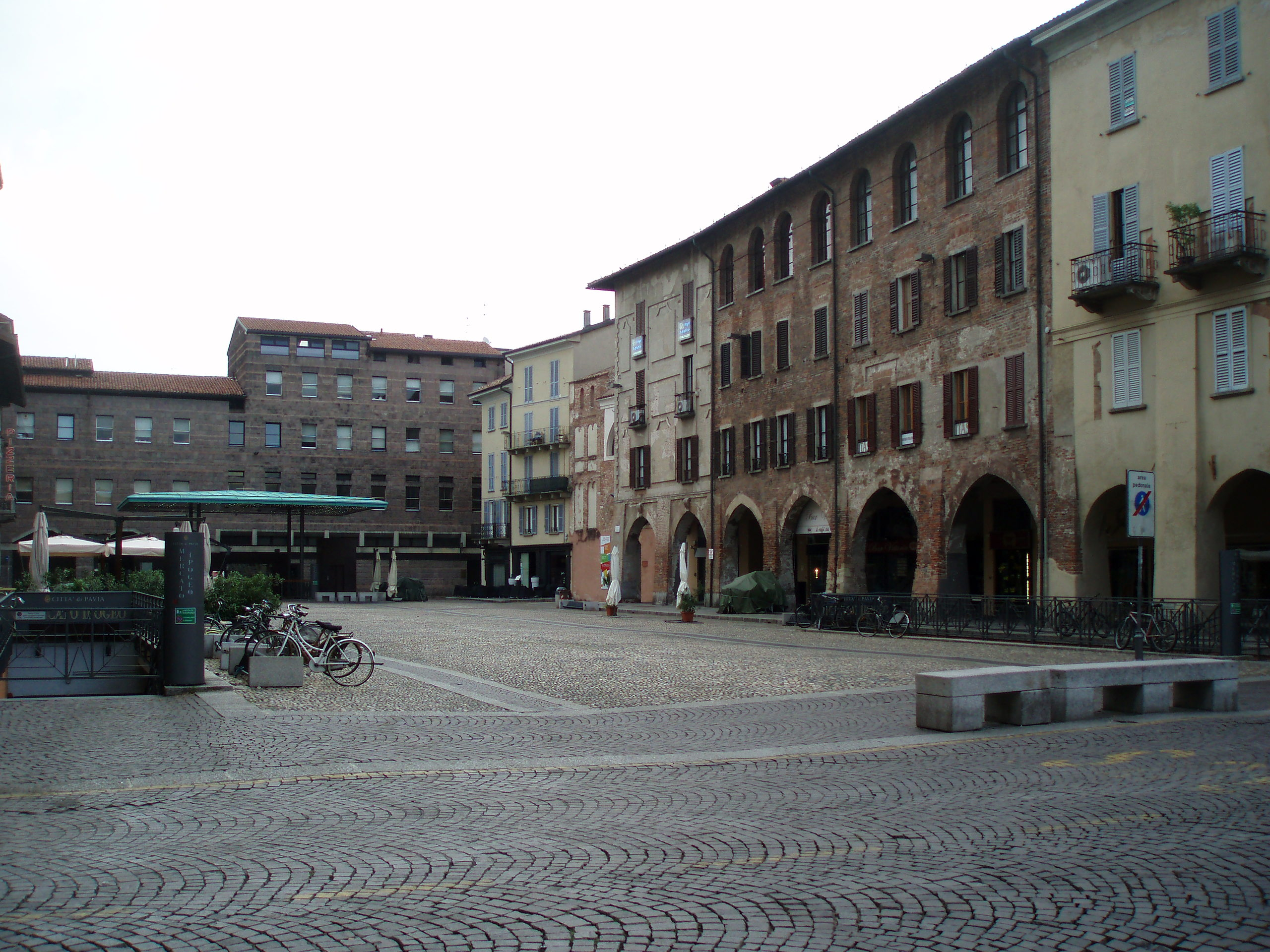
Piazza della Vittoria, altra immagine.

Posta quasi al centro del decumano massimo (corso Cavour e Corso Mazzini) e del cardo (Strada Nuova) della città romana, in età antica era la sede del foro di Ticinum (Pavia). Durante il medioevo gran parte della superficie del foro fu occupata da abitazioni, come le case dei Beccaria, demolite dai pavesi nel 1356 quando espulsero la casata dalla città. La piazza fu impostata (riprendendo la pianta del foro di età romana) per volere di Galeazzo II Visconti come celebrazione del potere e della grandezza della casata. Fu a lungo il luogo deputato per le principali manifestazioni pubbliche come feste, esecuzioni capitali e sfilate militari. Durante il medioevo, presso la chiesa di San Nicolò della Moneta era attiva la zecca di Pavia.Venne utilizzata sino agli anni sessanta per il mercato che in seguito fu interrato in uno spazio coperto. Alcuni edifici che vi si affacciano hanno origine più antica come l'ex chiesa di Santa Maria in Gualtieri del X secolo divenuta un polo culturale.

## Origine del nome
Il nome piazza Grande (anticamente Platea Magna) col quale è nota le è stato attribuito per distinguerla dalla piazza Piccola, che è posta davanti al duomo cittadino.

## Descrizione
Il grande spazio rettangolare, che si trova quasi all'intersezione tra corso Cavour e corso Strada Nuova, è uno dei centri della vita cittadina e vi si affacciano importanti edifici storici di Pavia:
- Broletto, la sede comunale dal 1198 al 1875.[7]
- Palazzo dei Diversi, risalente al XIV secolo.[7]
- ex chiesa di Santa Maria Gualtieri. Edificio sconsacrato e divenuto sede comunale per esposizioni e convegni.[7]
- Palazzo dell'ex Albergo del Saracino, risalente al XIV secolo.
- ex chiesa di San Nicolò della Moneta.